# Heinrich Gercke
Johann Heinrich Georg Gercke (auch: Gerke) (* 19. Mai 1787 in Rhoden; † 10. Juli 1835 ebenda) war ein deutscher Bäckermeister, Bürgermeister und Politiker.

## Leben
Gercke war der Sohn des Schuhmachermeisters und Bürgermeisters Heinrich Christian Georg Gercke (* 20. August 1749 in Rhoden; † 10. März 1822 ebenda) und dessen Ehefrau Anna Elisabeth geborene Beiteke (* 1754). Er war evangelisch und heiratete am 27. November 1816 in Rhoden Marie Katharine Meier (* 11. Juli 1800 in Rhoden; † 10. Mai 1862 ebenda), die Tochter des Bäckers und Ratsherren Christian Meier und der Henriette Schäfer.
Gercke lebte als Bäckermeister in Rhoden, wo er von Anfang 1823 bis Anfang 1824 auch Bürgermeister war. Als Bürgermeister war er von Anfang 1823 bis zum 10. März 1824 Mitglied des Landstandes des Fürstentums Waldeck. Sein Vorgänger im Amt war Johannes Schumann.